# Jaskinie w Płóczkach Dolnych
Jaskinie w Płóczkach Dolnych – kompleks czterech jaskiń w Płóczkach Dolnych, w gminie Lwówek Śląski, w powiecie lwóweckim, w województwie dolnośląskim. Jaskinie znajdują się  w obrębie Pogórza zachodniosudeckiego, dokładniej na Pogórzu Izerskim. Obszar, na którym znajdują się jaskinie nie przynależy do żadnego obszaru chronionej przyrody. Trzy z czterech jaskiń (Czerwona, Lisia i Krótka) figurują za to jako pomniki przyrody nieożywionej. Jaskinie znajdują się w odległości około 3,5 km od Lwówka Śląskiego, w zachodniej części Płóczek Dolnych, w nieczynnym kamieniołomie górnopermskich wapieni. Jaskinie są udostępniona całorocznie dla niezorganizowanego ruchu turystycznego.

## Informacje ogólne
Jaskinie położone są na wysokości około 260 m n.p.m. (Jaskinia Oaza 270 m n.p.m.). Jaskinie Krótka, Lisia i Czerwona znajdują się w wyrobisku dawnego kamieniołomu. W odległości około 150 m na północny wschód od trzech jaskiń położona jest Jaskinia Oaza. Jaskinie są obiektami powstałymi w skale piaskowcowej. Na terenie dawnego kamieniołomu oprócz jaskiń znajduje się także monolityczny wapiennik z piaskowca.
Jaskinie w Płóczkach Dolnych tworzą jedyny znany na Pogórzu Izerskim zespół utworów krasowych tego typu. Opisywane jaskinie nie mają szaty naciekowej, a ich korytarze są niskie i wąskie. Płóczkowskie jaskinie wzmiankowane już w okresie niemieckim, pozbawione są okazalszych form naciekowych. Widoczna jest tu natomiast dość licznie występująca forma działalności wody przepływającej pod ciśnieniem (m.in. kanały w kształcie rury).
Obok jaskiń prowadzi  czarny szlak turystyczny z Lwówka Śląskiego do Rząsin.

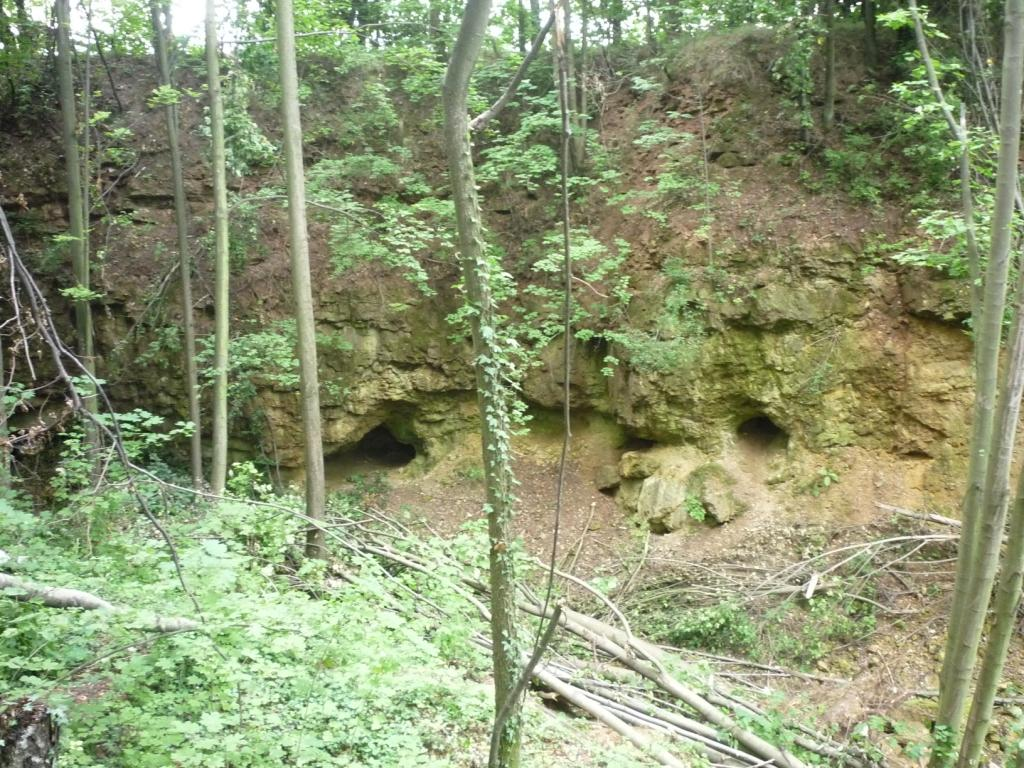
Jaskinia Czerwona (z lewej)

## Jaskinia Czerwona
Jaskinia Czerwona (niem. Görissifener Hohlenlabirynt) mierzy 47 m długości. Jaskinię Czerwoną odkryto w 1932 r. i opisana została przez G. Dittricha. Do jej wnętrza prowadzi sztuczny otwór o wymiarach 3 na 2,1 m, znajdujący się na lewo od Jaskini Lisiej. W jaskini, inaczej niż w pozostałych, znajduje się wysoki i wąski korytarz, prowadzący najpierw w górę, a następnie w dół do ciasnego przejścia. Po pokonaniu korytarza osiąga się salkę o długości 12 m.

## Jaskinia Lisia

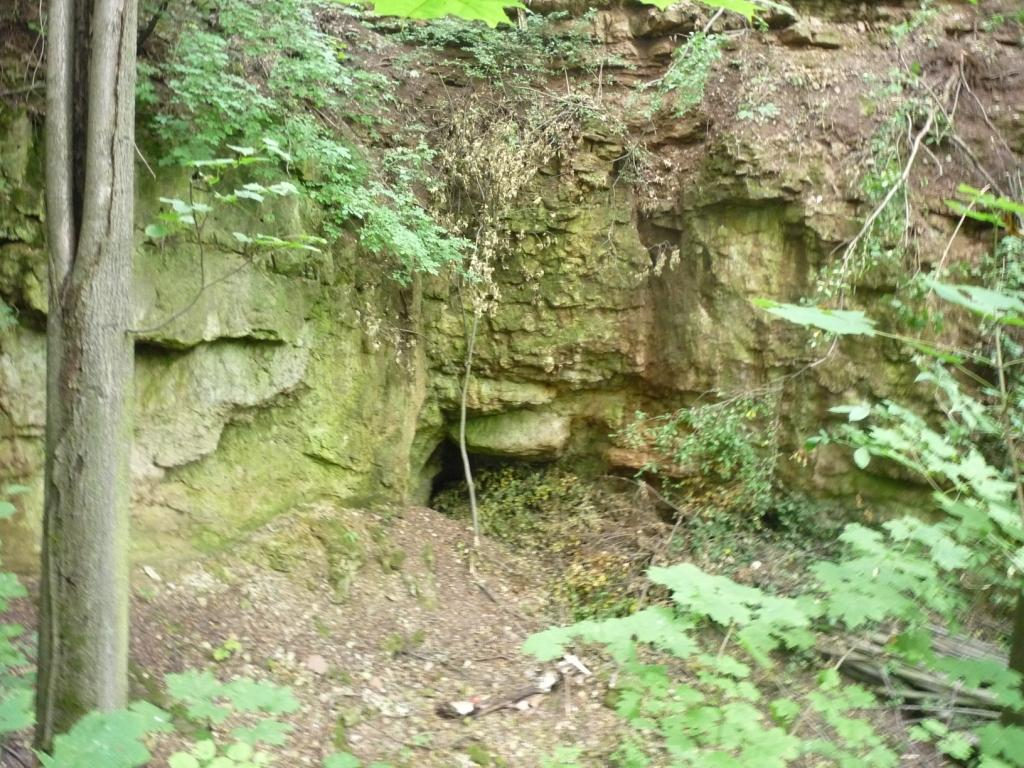
Jaskinia Lisia

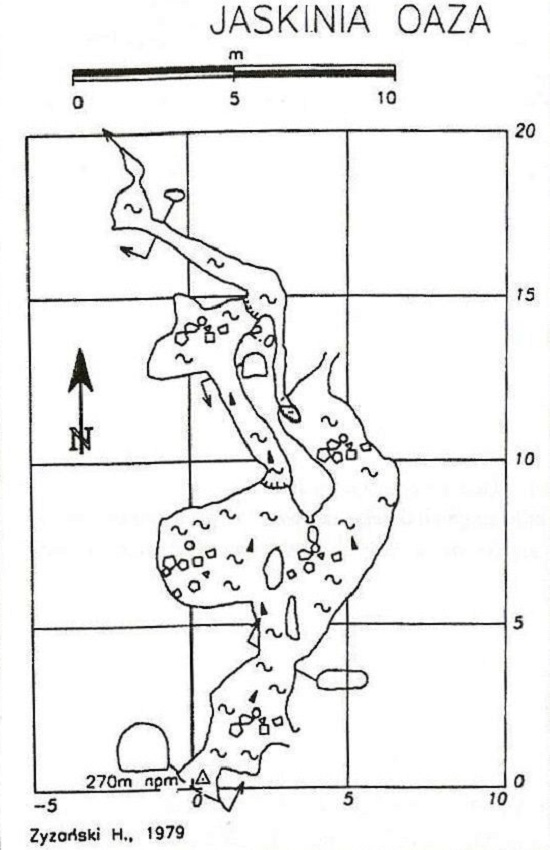
Jaskinia Oaza - plan

Nazwa obiektu pochodzi od lisów penetrujących jaskinię. Wzmiankowana już w 1933 roku przez G. Dittricha. Grota rozciąga się na długość 60 m i jest to największa spośród wszystkich jaskiń w Płóczkach Dolnych. Jaskinię Lisią odkryto w 1933 r. Do wnętrza pieczary prowadzi sztuczny otwór o wymiarach 6 na 5 m. W głąb prowadzi dalej zwężający się korytarz o długości 6 m, na końcu którego znajduje się rozwidlenie, przy którym po prawej stronie znajdują się dość rozległe, choć niskie partie boczne. Od rozwidlenia, kierując się w lewo, korytarz prowadzi w dół, po piaskowcowym namulisku, przez dość wąskie przejście, do środkowych i końcowych partii jaskini, którą stanowią mała i wysoka sala.

## Jaskinia Krótka

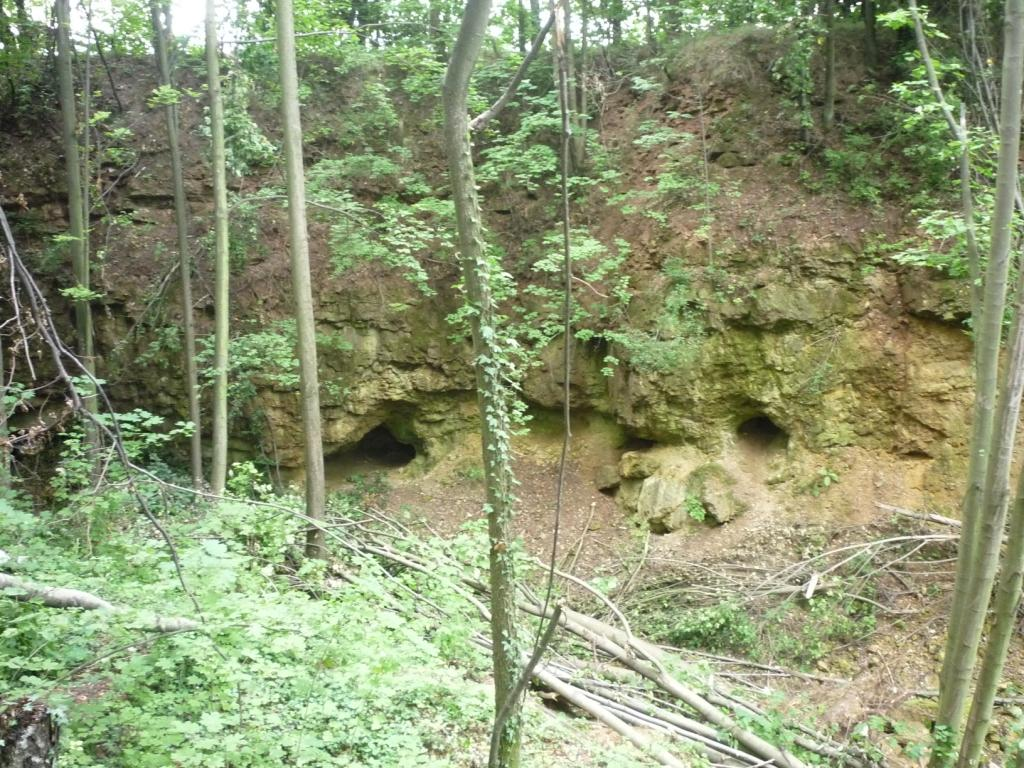
Jaskinia Krótka (z prawej)

Jaskinia krótka czasem nazywana jest również schroniskiem krótkim. Jaskinia ma długość 11 m. Odkrycia pozostałych jaskiń dokonali członkowie Klubu Speleologicznego „Bobry” z Żagania, którzy zbadali je w 1970 r. Obiekt ten posiada dwa otwory o wymiarach 1,8 na 1,2 m i  1,4 na 2,0 m. W środku, po przejściu głównego otworu, przez mały korytarzyk prowadzi suche namulisko do niewielkiej salki, do której dociera światło naturalne.

## Jaskinia Oaza

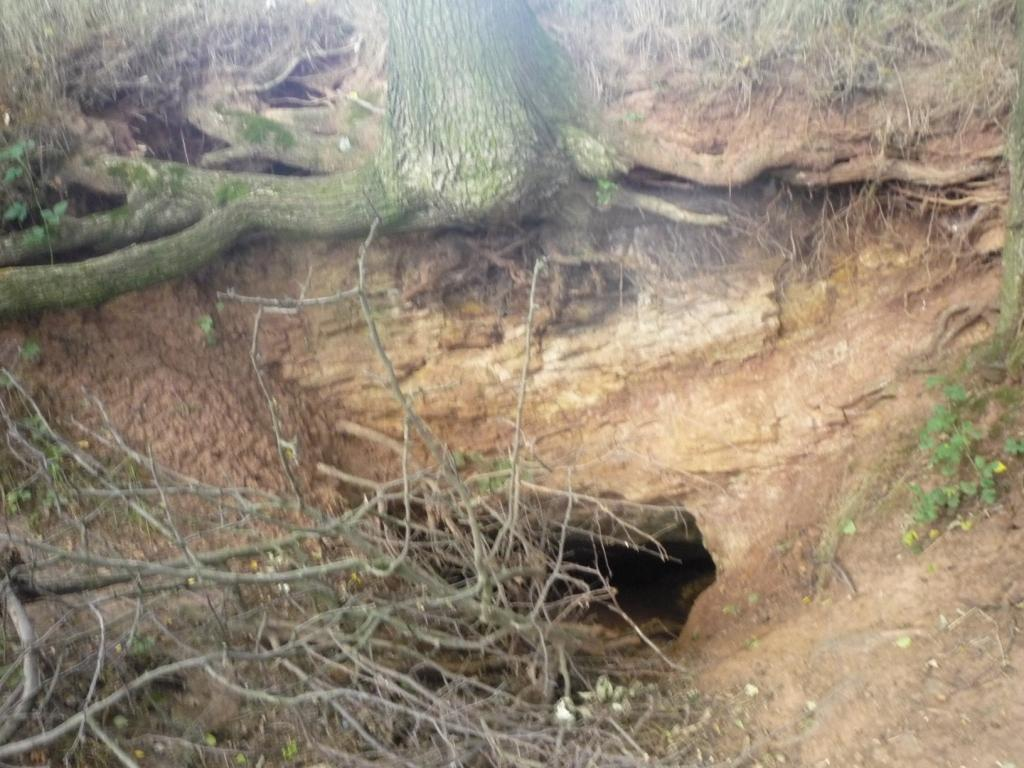
Jaskinia Oaza

Nazwa jaskini pochodzi od samotnej kępki drzew pośród pól - oazy. Jaskinia ma długość 35 m. Działalność polskich grotołazów w pobliżu wyżej wymienionych jaskiń doprowadziła do odkrycia znajdującej się nieco dalej od głównego wyrobiska kamieniołomu Jaskini Oaza znajdującej się poza terenem kamieniołomu, w kotle z kępą drzew, pośród pól uprawnych, na północny wschód od kamieniołomu. Odkrycia jaskini dokonali członkowie Klubu Speleologicznego „Bobry” z Żagania, którzy zbadali ją w 1970 r. Jaskinia ma kształt owalu o wymiarach 1,2  na 0,8 m. Za otworem strop obniża się. Korytarz prowadzi ciasnym przełazem do niskiej, ale dużej sali opadającej w dół i rozwidlenia. Z prawej strony znajduje się koniec groty, ze szczeliną mającą połączenie z dalszymi partiami jaskini, a z lewej, między głazami, dotrzemy do ciasnego zejścia i znajdującego się za nim korytarza z naciekami błotnymi. Dalej położona jest wysoka salka z dwumetrową studzienką prowadzącą do ciasnego, kilkumetrowego korytarza kończącego jaskinię.